# Чесма Пекарско-механског еснафа (Ужице)
Чесма Пекарско-механског еснафа задужбина је овог еснафа у Ужицу, а подигнута је 1896. године. Налази се на Ракијској пијаци.

## Пекарско-механски еснаф
Пекарско-механски еснаф у Ужицу основан је 1846. год., а 1853. пекари се издвајају и оснивају Пекарско-екмешчијски еснаф. 1882. Био је један од финансијски најјачих еснафа у Ужицу. По попису из 1866. Ужице има 86 активних занатлија (40 предузимача и 46 помоћника). У другој половини 19. века пекарско-механски занат је био одличне услове за развој, а пекарско занимање је било најчешће.

Феликс Каниц у књизи „Србија“ наводи да 1896. године у Ужицу ради 118 пекара.

## Изглед и историјат чесме
На постољу чесме налази се стуб од црвеног камена, обима 117 cm, при врху 137 cm. Испод је камена свињска глава из чије чељусти истиче вода.
У време напада Немачке на Југославију чесама је била део барикаде одбране града. У реконструкцији чесме после рата и овај догађај је на чесми обележен. На десној страни камене основе, гледано према чесми, на мермерној плочи налази се текст: 
"Ова чесма 1.XI 1941. била је део партизанске барикаде. 
Немачки тенкови 29. XI 1941. срушили су чесму и На њој истакнуту црвену звезду.
Обновио је Народни музеј 1966. године.“.
Када је уређивана Ракијска пијаца 1984. године, чесма је премештена на садашње место, а воду добија из градског водовода. 

### Натписи на чесми
Изнад места где истиче вода:
О свом трошку – пекарско-механаски еснаф
Са десне стране:
Града Ужица
Са леве стране:
Године 1896.
Са задње стране:
Својој општини